# 愛しのタチアナ
『愛しのタチアナ』（いとしのタチアナ、フィンランド語：Pidä huivista kiinni, Tatjana、英語：Take Care of Your Scarf, Tatiana）は、1994年に公開されたアキ・カウリスマキ監督のフィンランド映画。1960年代のフィンランドを舞台に、シャイで未熟な中年男をユーモラスに描いたコメディである。映像はモノクロで、1995年ユッシ賞撮影賞受賞。

## あらすじ
実家で仕立て屋の母を手伝う中年男ヴァルト（マト・ヴァルトネン）は、コーヒーが切れていることに腹を立て、母を納戸に閉じ込めて金を盗んで家を出る。彼のクルマを預かっていた、いい年をして不良ロッカー気取りの自動車修理工レイノ（マッティ・ペロンパー）と合流し、試運転の名目であてのないドライブに出発する。
話は尽きて日も暮れて、疲れてバーに立ち寄ると、ロシア人クラウディア（キルシ・テュッキュライネン）とエストニア人タチアナ（カティ・オウティネン）の旅行者二人組に声をかけられる。帰国の途上バスが立ち往生したという彼女らの頼みを聞き入れ、港へ送り届けることに。
途中ホテルなどに宿泊するも、女性にまるで免疫がなく、口をきけず視線すら合わせられないヴァルトとレイノ。遊び慣れたクラウディアは極端に奥手な彼らにあきれるが、篤実なタチアナは好意を抱く。
やがて港に到着し、別れを告げてフェリーに乗った女二人がラウンジでくつろいでいると、男二人も黙って席に着き、結局エストニアまで同行する。タリン駅でクラウディアを見送ったヴァルトが引き返そうと促すと、いつの間にかタチアナと心を通わせていたレイノは、この地で彼女と暮らすという。一人むなしく残されたヴァルトは、四人の旅を男らしく率いていたらと妄想しつつ、帰宅して母を納戸から出し、コーヒーをいれてもらうのだった。

## キャスト
- タチアナ - カティ・オウティネン
- レイノ - マッティ・ペロンパー
- ヴァルト - マト・ヴァルトネン（英語版）
- クラウディア - キルシ・テュッキュライネン
- ホテルの受付 - エリナ・サロ（英語版）
- ヴァルトの母 - イルマ・ジュニライネン